# Champ scalaire
Un champ scalaire est une fonction de plusieurs variables qui associe un seul nombre (ou scalaire) à chaque point de l'espace. Les champs scalaires sont utilisés en physique pour représenter les variations spatiales de grandeurs scalaires.

## Définition
Un champ scalaire est une forme.
{\displaystyle F(\mathbf {x} ):\mathbb {R} ^{n}\rightarrow \mathbb {R} }
ou
{\displaystyle F(\mathbf {x} ):\mathbb {R} ^{n}\rightarrow \mathbb {C} }
où x est un vecteur de Rn.
Le champ scalaire peut être visualisé comme un espace à n dimensions avec un nombre complexe ou réel attaché à chaque point de l'espace.
La dérivée d'un champ scalaire résulte en un champ vectoriel appelé le gradient.
En physique, un champ est appelé champ scalaire quand la grandeur physique mesurable est caractérisée par une valeur numérique généralement suivie d'une unité.

## Exemple

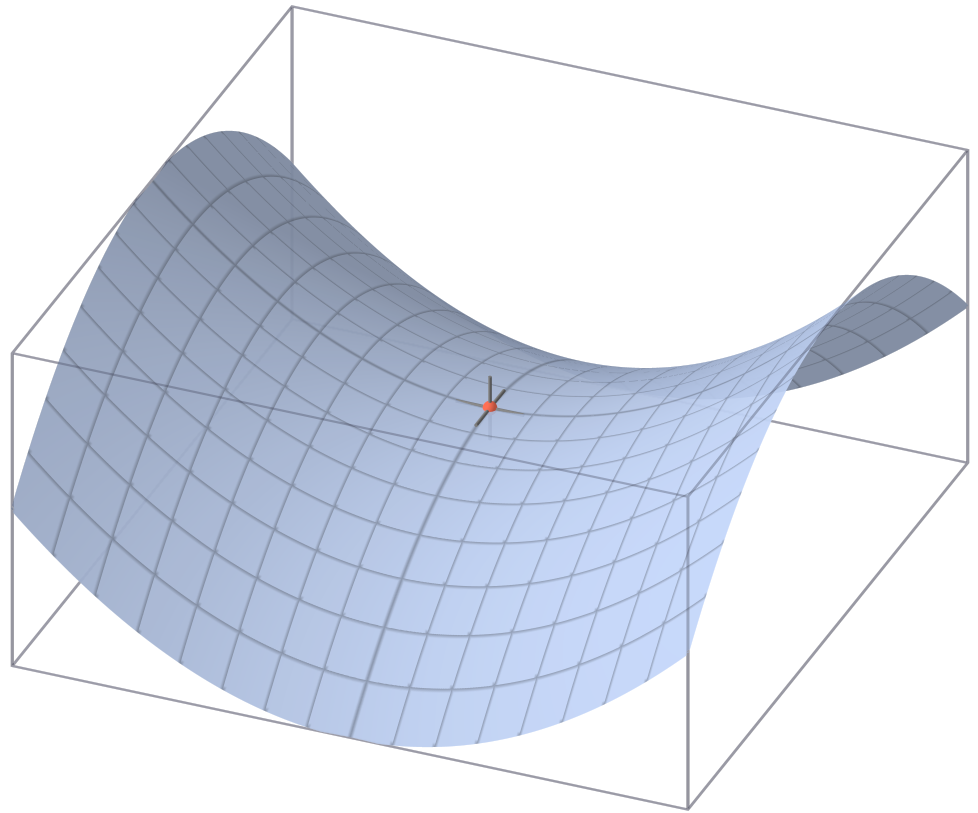
Un champ sur ℝ de la forme z = x – y.

L'image à droite est une représentation graphique du champ scalaire suivant :
{\displaystyle f:{\begin{array}{rcl}\mathbb {R} ^{2}&\to &\mathbb {R} \\(x,y)&\mapsto &z=x^{2}-y^{2}\end{array}}}
Le point en rouge est un point critique de la fonction, point où le gradient s'annule. Il s'agit ici en particulier d'un point-selle : il représente un maximum selon une direction et un minimum selon l'autre.

## Usages en physique
- En physique classique, la température, le potentiel électrique, la pression, le potentiel chimique et plus généralement toutes les grandeurs scalaires intensives, sont des champs scalaires[3].
- En physique quantique, la fonction d'onde est un champ scalaire, à valeurs complexes.
- En physique théorique et en cosmologie, le champ d'inflaton, le champ de Higgs de grande unification et le champ de Higgs électrofaible sont des champs scalaires encore hypothétiques, invoqués pour expliquer plusieurs étapes cruciales des premiers instants de l'histoire de l'Univers.

## Autres types de champs
- Les champs vectoriels associent un vecteur à chaque point de l'espace. C'est notamment le cas du champ électromagnétique et du champ gravitationnel newtonien.
- Les champs tensoriels associent un tenseur à chaque point de l'espace. Exemples :
  - en physique classique, le tenseur des contraintes et le tenseur des déformations ;
  - en relativité générale, le tenseur de courbure de Riemann-Christoffel, qui représente la gravité ;
  - dans la théorie de Kaluza-Klein, le dilaton, un tenseur scalaire à 5 dimensions qui représente la gravité ; dans diverses théories des cordes il est étendu à 10 dimensions.